# Angola op de Olympische Zomerspelen 1996
Tijdens de Olympische Zomerspelen van 1996 die in Atlanta werden gehouden nam Angola deel met 28 sporters in 5 sporten. Er werden geen medailles verdiend.

## Overzicht per sport
| Sport       | Deelnemers | Goud | Zilver | Brons | Totaal |
| ----------- | ---------- | ---- | ------ | ----- | ------ |
| Atletiek    | 2          |      |        |       | '      |
| Basketbal   | 11         |      |        |       | '      |
| Handbal     | 13         |      |        |       | '      |
| Schietsport | 1          |      |        |       | '      |
| Zwemmen     | 1          |      |        |       | '      |
| Totaal      | 28         | 0    | 0      | 0     | 0      |

## Resultaten

### Atletiek
| Olympiër            | Discipline | Resultaat | Prestatie              |
| ------------------- | ---------- | --------- | ---------------------- |
| João N'Tyamba       | 1500m (m)  | 44e       | serie 2: 9e in 3.46,41 |
| Guilhermina da Cruz | 200m (v)   | 43e       | serie 4: 7e in 24,92   |
| Guilhermina da Cruz | 400m (v)   | 45e       | serie 5: 7e in 55,42   |

### Basketbal
| Olympiër | Discipline | Resultaat | Prestatie |
| --- | ---------- | --------- | --------- |
| Antonio de Carvalho Herlander Coimbra David Dias Jose Guimaraes Anibal Moreira Benjamin Romano Honorato Troso Benjamin Ucuahamba Angelo Victoriano Edmar Victoriano Justino Victoriano | mannen     | 11e       |           |

| Groep A |                  |             |             |             |            |            |            |        |
| #       | Land             | Wedstrijden | Wedstrijden | Wedstrijden | Doelpunten | Doelpunten | Doelpunten | Punten |
| #       | Land             | G           | W           | V           | V          | T          | Saldo      | Punten |
| 1       | Verenigde Staten | 5           | 5           | 0           | 522        | 345        | +177       | 10     |
| 2       | Litouwen         | 5           | 3           | 2           | 427        | 354        | +73        | 8      |
| 3       | Kroatië          | 5           | 3           | 2           | 422        | 386        | +14        | 8      |
| 4       | China            | 5           | 2           | 3           | 360        | 502        | -142       | 7      |
| 5       | Argentinië       | 5           | 1           | 4           | 351        | 396        | -45        | 7      |
| 6       | Angola           | 5           | 0           | 5           | 280        | 379        | -99        | 5      |

| Ronde         | Datum | Lokale tijd | MEZT    | Plaats           | Land  | Score      | Land |
| ------------- | ----- | ----------- | ------- | ---------------- | ----- | ---------- | ---- |
| Groepsfase    |       |             |         |                  |       |            |      |
| 20 juli       | 15:00 | 21:00       | Atlanta | China            | 70-67 | Angola     |      |
| 22 juli       | 20:00 | 02:00       | Atlanta | Verenigde Staten | 87-54 | Angola     |      |
| 24 juli       | 15:00 | 21:00       | Atlanta | Kroatië          | 71-48 | Angola     |      |
| 26 juli       | 10:00 | 16:00       | Atlanta | Litouwen         | 85-49 | Angola     |      |
| 28 juli       | 20:00 | 02:00       | Atlanta | Argentinië       | 66-62 | Angola     |      |
| 9-12e plaats  |       |             |         |                  |       |            |      |
| 30 juli       | 15:00 | 21:00       | Atlanta | Puerto Rico      | 76-67 | Angola     |      |
| 11-12e plaats |       |             |         |                  |       |            |      |
| 2 augustus    | 10:00 | 16:00       | Atlanta | Angola           | 99-61 | Zuid-Korea |      |

### Handbal
| Olympiër | Discipline | Resultaat | Prestatie |
| --- | ---------- | --------- | --------- |
| Palmira de Almeida Luzia María Bizerra Domingas Cordeiro Mária Eduardo Maura Faial Maria Gonçalves Aña Bela Joaquim Anica Neto Lia Paulo Elisa Peres Justina Praça Filomena Trindade Lili Webba-Torres | vrouwen    | 7e        |           |

| Groep A |            |             |             |             |             |            |            |            |        |
| #       | Land       | Wedstrijden | Wedstrijden | Wedstrijden | Wedstrijden | Doelpunten | Doelpunten | Doelpunten | Punten |
| #       | Land       | G           | W           | G           | V           | V          | T          | Saldo      | Punten |
| 1       | Zuid-Korea | 3           | 3           | 0           | 0           | 83         | 60         | +23        | 6      |
| 2       | Noorwegen  | 3           | 2           | 0           | 1           | 79         | 66         | +13        | 4      |
| 3       | Duitsland  | 3           | 1           | 0           | 2           | 70         | 73         | -3         | 2      |
| 4       | Angola     | 3           | 0           | 0           | 3           | 49         | 82         | -23        | 0      |

| Ronde       | Datum | Lokale tijd | MEZT    | Plaats     | Land  | Score            | Land |
| ----------- | ----- | ----------- | ------- | ---------- | ----- | ---------------- | ---- |
| Groepsfase  |       |             |         |            |       |                  |      |
| 26 juli     | 10:00 | 16:00       | Atlanta | Noorwegen  | 30-18 | Angola           |      |
| 28 juli     | 10:00 | 16:00       | Atlanta | Zuid-Korea | 25-19 | Angola           |      |
| 30 juli     | 10:00 | 16:00       | Atlanta | Duitsland  | 27-12 | Angola           |      |
| 7-8e plaats |       |             |         |            |       |                  |      |
| 1 augustus  | 10:00 | 16:00       | Atlanta | Angola     | 24-23 | Verenigde Staten |      |

### Schietsport
| Olympiër     | Discipline | Resultaat | Prestatie                |
| ------------ | ---------- | --------- | ------------------------ |
| Paulo Franca | trap (m)   | 45e       | kwalificatie: 115 punten |

### Zwemmen
| Olympiër   | Discipline          | Resultaat | Prestatie              |
| ---------- | ------------------- | --------- | ---------------------- |
| Nádia Cruz | 100m schoolslag (v) | 43e       | serie 2: 7e in 1.16,62 |
| Nádia Cruz | 200m schoolslag (v) | 37e       | serie 2: 5e in 2.44,24 |

Afghanistan · Albanië · Algerije · Amerikaanse Maagdeneilanden · Amerikaans-Samoa · Andorra · Angola · Antigua‑Barbuda · Argentinië · Armenië · Aruba · Australië · Azerbeidzjan · Bahama's · Bahrein · Bangladesh · Barbados · België · Belize · Benin · Bermuda · Bhutan · Bolivia · Bosnië en Herzegovina · Botswana · Brazilië · Britse Maagdeneilanden · Brunei · Bulgarije · Burkina Faso · Burundi · Cambodja · Canada · Centraal-Afrikaanse Republiek · Chili · China · Chinees Taipei · Colombia · Comoren · Congo-Brazzaville · Cookeilanden · Costa Rica · Cuba · Cyprus · Denemarken · Djibouti · Dominica · Dominicaanse Republiek · Duitsland · Ecuador · Egypte · El Salvador · Equatoriaal-Guinea · Estland · Ethiopië · Fiji · Filipijnen · Finland · Frankrijk · Gabon · Gambia · Georgië · Ghana · Grenada · Griekenland · Groot-Brittannië · Guam · Guatemala · Guinee · Guinee-Bissau · Guyana · Haïti · Honduras · Hongarije · Hongkong · Ierland · IJsland · India · Indonesië · Irak · Iran · Israël · Italië · Ivoorkust · Jamaica · Japan · Jemen · Joegoslavië · Jordanië · Kaaimaneilanden · Kaapverdië · Kameroen · Kazachstan · Kenia · Kirgizië · Koeweit · Kroatië · Laos · Lesotho · Letland · Libanon · Liberia · Libië · Liechtenstein · Litouwen · Luxemburg ·  Macedonië · Madagaskar · Malawi · Malediven · Maleisië · Mali · Malta · Marokko · Mauritanië · Mauritius · Mexico · Moldavië · Monaco · Mongolië · Mozambique · Myanmar · Namibië · Nauru · Nederland · Nederlandse Antillen · Nepal · Nicaragua · Nieuw-Zeeland · Niger · Nigeria · Noord-Korea · Noorwegen · Oeganda · Oekraïne · Oezbekistan · Oman · Oostenrijk · Pakistan · Palestina · Panama · Papoea-Nieuw-Guinea · Paraguay · Peru · Polen · Portugal · Puerto Rico · Qatar · Roemenië · Rusland · Rwanda · Saint Kitts en Nevis · Saint Lucia · Saint Vincent en Grenadines · Salomonseilanden · Samoa · San Marino · Sao Tomé en Principe · Saoedi-Arabië · Senegal · Seychellen · Sierra Leone · Singapore · Slovenië · Slowakije · Soedan · Somalië · Spanje · Sri Lanka · Suriname · Swaziland · Syrië · Tadzjikistan · Tanzania · Thailand · Togo · Tonga · Trinidad en Tobago · Tsjaad · Tsjechië · Tunesië · Turkije · Turkmenistan · Uruguay · Vanuatu · Venezuela · Verenigde Arabische Emiraten · Verenigde Staten · Vietnam · Wit-Rusland · Zaïre · Zambia · Zimbabwe · Zuid-Afrika · Zuid-Korea · Zweden · Zwitserland